# 荒牧聖未
荒牧 聖未（あらまき さとみ、1990年4月28日 - ）は、栃木県日光市出身の元女子アイスホッケー選手で、現在は日本競輪選手会栃木支部所属の女子競輪選手。日本競輪学校（当時。以下、競輪学校）第102期生。師匠は大橋徹（第72期生）。

## 来歴
実父は、元競輪選手の荒牧友一（競輪学校第39期生）。
日光市立日光中学校、東京女子学院高校を経て、日本体育大学体育学部体育学科（日体大）に進学する傍ら、女子アイスホッケーチームのSEIBUプリンセス ラビッツに所属し、全日本女子アイスホッケー選手権大会で優勝に貢献した。また、アイスホッケー女子日本代表としてバンクーバーオリンピック予選にも出場した。
その後、日体大を中退し、競輪学校第102回（女子第1期）試験に合格し、ガールズケイリンの1期生となった。同校在校競走成績は27勝を挙げ第4位だった。
2012年5月1日、日本競輪選手会栃木支部所属の競輪選手として登録された。7月1日に平塚競輪場でデビューし3着に終わった。初勝利は同年8月4日の京王閣競輪場だった。初優勝は同年9月17日の広島競輪場で挙げた。
ガールズケイリン特別競走では、デビュー年である2012年12月28日に開催した第1回ガールズグランプリ（京王閣）出場選手に選出され、2着となった。ガールズグランプリは出場は第1回のみだが、ガールズケイリンフェスティバルでは過去に第3回（2016年）と第4回（2017年）で決勝に進出した。また、ガールズケイリンコレクションでは2015年6月岸和田ステージで初出場も落車棄権となったが、2017年3月高松ステージでは6着、続く5月京王閣ステージでは2着となる。その後は暫く途絶えたが、2021年5月京王閣ステージ出場権を賭けたトライアルレース（平塚）で決勝2着に入り出場権を獲得し、4年ぶりに出場を決める。同レースでは佐藤水菜を追走するも交わせず2着となったが、京王閣競輪場でのビッグレースは自身2着が3度目と相性の良さを見せつけた。
2021年10月19日、青森FII（ミッドナイト）2日目第1レースで1着となり、ガールズケイリン史上8人目となる通算300勝を達成した。デビューから9年3か月18日であった。